# Кано Масанобу
Кано Масанобу (бл. 1434 — 2 серпня 1530?) — японський художник періоду Муроматі. Засновник школи Кано.

## Життєпис
Походив з самурайського роду Кано з провінції Ідзу. Син Кано Каґенобу, самурая на службу сьогунів Асікаґа і художника-аматора. Народився близько 1434 року. Замолоду захопився малюванням. Спочатку вчився у батька. Продовжив навчання у відомого на той час художника Сюбуна, а також у Сьотана. Поступово здобув прихильність при дворі сьогунів Асікага. У 1481 році після смерті придворного живописця — голови Академії живопису (ґойо-есі) Сьотана Кано Масанобу було призначено на цю посаду. Це викликало невдоволення частини чиновників і аристократів.
Протягом 1483—1484 роках розписував ширми і створював фрески для маєтку Хігасіяма сегуна Асікага Йосімаси. Отримав в цей час посаду оі-но-суке (перший помічник доглядача при дворі) Близько 1489 року Масанобу отримав посаду камі (губернатора) провінції Етідзен. У 1490 року стає буддистським ченцем, змінивши ім'я на Юсей. Невдовзі отримав титул хоккьо («шанувальник законів Будди»).
Працював на своїй посаді до смерті, що настала близько 1530 року.

## Творчість
З доробку Масанобу залишилося доволі мало творів — лише декілька портретів, зображень з буддистським змістом, пейзажів, зображення лотосів. Спочатку працював у стилі суйбоку-ґа, згодом додав до нього японські тематики з більш чіткими формами образів з додаванням легкого підсвічування мінеральними фарбами. Іноді художник поєднував у своїх роботах два традиційні жанри — «гори і ріки» (пейзаж) і «квіти і птахи». Втім Кано Масанобу ще цілком перебував у стильовому руслі канга. У його розписах простір будувалося за законами повітряної перспективи, чому слугувала техніка резюмував туші і використання її тональних переходів.
Серед творів значущими є сувої: «Чжоу Моушу, що споглядає за лотосами» (Токійський національний музей), визначений прагненням до самоцінної декоративності; «Журавлі» (храм Сіндзюан, Кіото), де трактування зображення наближена до монументального пейзажу; розпис фусуми «Бог достатку Хотей» в Ґінкаку (Срібний павільйон) у Кіото; «портрет сьогуна Асікаґа Йосіхіса».